# Ecuadorianische Fußballnationalmannschaft der Frauen/Weltmeisterschaften
Der Artikel beinhaltet eine ausführliche Darstellung der ecuadorianischen Fußballnationalmannschaft der Frauen bei Weltmeisterschaften. Ecuador konnte sich erstmals 2014 für die WM-Endrunde 2015 qualifizieren, schied aber ohne Punktgewinn nach der Vorrunde aus. Ecuador ist nach Brasilien, Argentinien und Kolumbien die vierte südamerikanische Mannschaft der Frauen, die an einer WM-Endrunde der Frauen teilnahm. Nach den drei Niederlagen in der Vorrunde reihte sich Ecuador in der ewigen Tabelle auf dem vorletzten Platz vor Argentinien ein. Da Argentinien 2019 zwei Punkte gewann und auch die Neulinge besser abschnitten als Ecuador 2015, belegte Ecuador bis 2023 den 36. und letzten Platz. Da auch die acht Neulinge 2023 besser als Ecuador 2015 abschnitten, fiel Ecuador weitere acht Plätze und ist nun 44.

## Die Nationalmannschaft bei Weltmeisterschaften

### Übersicht
| Jahr | Gastgeberland         | Teilnahme bis …    | Gegner                  | Ergebnis | Trainer       | Bemerkungen und Besonderheiten |
| ---- | --------------------- | ------------------ | ----------------------- | -------- | ------------- | --- |
| 1991 | Volksrepublik China   | nicht teilgenommen |                         |          |               | |
| 1995 | Schweden              | nicht qualifiziert |                         |          |               | Bei der Sudamericano Femenino 1995 an Brasilien, Argentinien und Chile gescheitert, von denen sich aber nur Brasilien qualifizieren konnte. |
| 1999 | USA                   | nicht qualifiziert |                         |          |               | Bei der Sudamericano Femenino 1998 im Halbfinale an Brasilien gescheitert.                                                                  |
| 2003 | USA                   | nicht qualifiziert |                         |          |               | Bei der Sudamericano Femenino 2003 an Kolumbien gescheitert, das sich aber auch nicht qualifizieren konnte.                                 |
| 2007 | Volksrepublik China   | nicht qualifiziert |                         |          |               | Bei der Sudamericano Femenino 2006 an Argentinien und Uruguay gescheitert, das sich aber auch nicht qualifizieren konnte.                   |
| 2011 | Deutschland           | nicht qualifiziert |                         |          |               | Bei der Sudamericano Femenino 2010 an Argentinien und Chile gescheitert, die sich aber auch nicht qualifizieren konnten.                    |
| 2015 | Kanada                | Vorrunde           | Japan, Kamerun, Schweiz | 24.      | Vanessa Arauz | Mit 3 Niederlagen als Gruppenletzter ausgeschieden                                                                                          |
| 2019 | Frankreich            | nicht qualifiziert |                         |          |               | Bei der Sudamericano Femenino 2018 an Brasilien, Argentinien, Venezuela und Bolivien gescheitert                                            |
| 2023 | Australien/Neuseeland | nicht qualifiziert |                         |          |               | Bei der Copa América der Frauen 2022 an Kolumbien, Paraguay und Chile gescheitert                                                           |

### Statistik
(Angaben inkl. 2023: Neun Weltmeisterschaften)
- nicht teilgenommen: einmal (11,1 %, 1991)
- nicht qualifiziert: siebenmal (77,8 % bzw. 87,5 % der Versuche; 1995, 1999, 2003, 2007, 2011, 2019 und 2023)
- qualifiziert: einmal (11,1 %, 2015)
  - Vorrunde: einmal (11,1 %, 2015)

## Die Turniere

### WM 1991 in der Volksrepublik China
An der Sudamericano Femenino 1991, die als Qualifikation für die erste WM der Frauen diente, nahmen die Ecuadorianerinnen nicht teil. Qualifizieren konnte sich nur Brasilien als Vertreter Südamerikas und war auch bis einschließlich 1999 die einzige südamerikanische Mannschaft bei der WM der Frauen.

### WM 1995 in Schweden
An der Sudamericano Femenino 1995, die als Qualifikation für die zweite WM der Frauen diente, nahmen die Ecuadorianerinnen erstmals teil. Am 8. Januar 1995 bestritten sie in Minas Gerais gegen Brasilien ihr erstes Länder- und WM-Qualifikationsspiel und verloren mit 0:13 – ihre bis heute höchste Niederlage. Gegen Argentinien folgte dann ein 1:5 und gegen Chile ein 2:2. Durch ein 6:1 gegen Bolivien wurde Ecuador Vierter. Damit konnte Ecuador auch nicht am ersten Fußballturnier der Frauen bei den Olympischen Spielen 1996 teilnehmen, da sich nur die acht besten Mannschaften der WM dafür qualifizieren konnten. Brasilien als neuntbeste Mannschaft profitierte davon, dass England als siebtbeste Mannschaft bei den Olympischen Spielen nicht startberechtigt war, so dass in Atlanta auch eine südamerikanische Mannschaft teilnahm.

### WM 1999 in den USA
Für die dritte Weltmeisterschaft bzw. die wieder als Qualifikation dienende Südamerikameisterschaft hatten alle 10 CONMEBOL-Mitglieder gemeldet. Die Meisterschaft wurde daher in zwei Gruppen in Argentinien ausgespielt. Ecuador traf in seiner auf Uruguay (2:2), Bolivien (5:2), Paraguay (3:0) und Argentinien (0:2). Als Zweiter der Vorrunde stand Ecuador damit im Halbfinale und traf auf Titelverteidiger Brasilien. Das 1:11 ist eine der höchsten Halbfinalniederlagen bei einem Kontinentalturnier. Höher (0:17) verloren nur die Fidschi im gleichen Jahr bei der Ozeanienmeisterschaft gegen Australien. Das für die WM-Qualifikation unbedeutende Spiel um Platz 3 wurde gegen Peru im Elfmeterschießen verloren. Neben der WM-Teilnahme wurde auch wieder die Teilnahme am Fußballturnier der Frauen bei den Olympischen Spielen 2000 verpasst.

### WM 2003 in den USA
Eigentlich sollte die WM 2003 wieder in der Volksrepublik China stattfinden. Wegen der SARS-Epidemie wurde das Turnier kurzfristig in die USA verlegt. Damit fand die Weltmeisterschaft zum zweiten Mal in den USA statt. In der Qualifikation, die wieder als Sudamericano Femenino 2003 ausgetragen wurde, musste Ecuador zunächst gegen Venezuela und Kolumbien antreten. Nach einem 2:0 gegen Venezuela reichte ein 1:1 gegen Kolumbien nicht aufgrund der weniger erzielten Tore die Endrunde zu erreichen. Zudem wurde damit die Teilnahme am Fußballturnier der Frauen bei den Olympischen Spielen 2004 verpasst. Wie zuvor qualifizierte sich wieder Brasilien, zudem mit Argentinien erstmals eine zweite südamerikanische Mannschaft.

### WM 2007 in der Volksrepublik China
Vier Jahre später fand dann die WM doch zum zweiten Mal in der Volksrepublik China statt. In der Sudamericano Femenino 2006, die wieder als Qualifikation diente, spielten die 10 CONMEBOL-Mitglieder zunächst in zwei Fünfergruppen vier Mannschaften für die Endrunde aus. Ecuador traf dabei zunächst auf Argentinien, Kolumbien, Uruguay und Chile. Ecuador begann mit einem 2:1 gegen Chile, verlor dann aber mit 0:1 gegen Argentinien Nach einem 2:2 gegen Kolumbien folgte noch ein 0:1 gegen Uruguay. Damit reichte es nur zum dritten Gruppenplatz, womit Halbfinale, WM und die Olympischen Spiele 2008 verpasst wurden. Argentinien konnte in der Endrunde überraschend Brasilien schlagen und wurde damit erstmal Südamerikameister der Frauen. Beide fuhren wieder zur WM, wo Argentinien gegen Titelverteidiger Deutschland die erste zweistellige Niederlage bei einer WM der Frauen hinnehmen musste.

### WM 2011 in Deutschland
Für die WM in Deutschland konnten sich die Ecuadorianerinnen nicht qualifizieren. Bei der Sudamericano Femenino 2010, die von Ecuador ausgerichtet wurde und bei der alle Spiele in Spielorten stattfanden, die in einer Höhe zwischen 2.000 und 2.850 m liegen, konnte Ecuador den Heimvorteil nicht nutzen. In der Gruppenphase belegte die Mannschaft hinter den punktgleichen Chileninnen und Argentinierinnen aufgrund der schlechteren Tordifferenz nur den dritten Platz. Entscheidend dabei war, dass die drei Siege immer nur mit einem Tor mehr gelangen: 2:1 gegen Peru, 4:3 gegen Bolivien und 1:0 gegen Argentinien. Chile und Argentinien gewannen dagegen gegen Bolivien und Peru immer mit mindestens zwei Toren Differenz. Damit wurde wieder das Halbfinale, die WM und die Olympischen Spiele 2012 verpasst. Chile und Argentinien wurden dann aber in der Finalrunde hinter Brasilien und Kolumbien nur Dritter und Vierter, sodass Kolumbien statt Argentinien die zweite WM-Fahrkarte ergatterte.

### WM 2015 in Kanada

Startaufstellungen im ersten WM-Spiel der Ecuadorianerrinnen

Für die dritte WM in Nordamerika wurde die Zahl der Teilnehmer auf 24 erhöht und eine dritte südamerikanische Mannschaft hatte nun die Chance sich in panamerikanischen Playoffs gegen einen CONCACAF-Vertreter für die WM zu qualifizieren. Diesen Umweg nutzte Ecuador. Bei der Sudamericano Femenino 2014, die wieder als Qualifikation für die WM diente und erneut in Ecuador stattfand, belegten die Ecuadorianerinnen in der Gruppenphase mit zwei 1:0-Siegen gegen Peru und Venezuela trotz der beiden Niederlagen gegen Kolumbien (0:1) und Uruguay (1:2) aufgrund der besseren Tordifferenze vor Uruguay Platz 2. In der Finalrunde wurde das erste Spiel gegen Titelverteidiger Brasilien mit 0:4 verloren und auch gegen Kolumbien folgte eine Niederlage (1:2). Damit lag Ecuador vor dem letzten Spiel gegen Argentinien auf dem letzten Platz. Argentinien benötigte einen Sieg gegen Ecuador bei gleichzeitiger Niederlage von Kolumbien gegen Brasilien um sich direkt für die WM zu qualifizieren, ein Remis reichte, um zumindest die panamerikanischen Playoffs zu erreichen. Ecuador benötigte dazu einen Sieg, eine direkte WM-Qualifikation war nicht mehr möglich, ebenso wenig wie die Qualifikation für das Fußballturnier der Frauen bei den Olympischen Spielen 2016. Nach 30 Minuten führte der Gast mit 2:0, Ecuador konnte das Spiel dann aber drehen und mit 3:2 gewinnen. Mit dem dritten Platz wurde einerseits die beste Platzierung bei der Meisterschaft erreicht und andererseits die Playoffs gegen Trinidad & Tobago. Im ersten Spiel gegen die Kickerinnen von den Karibikinseln konnte Ecuador den Höhenvorteil von Quito aber nicht nutzen und kam nicht über ein torloses Remis hinaus. Im Rückspiel in Port of Spain auf nahezu Meereshöhe gelang es Ecuador dann aber durch ein last-minute-Tor von Mónica Quinteros im letzten Spiel der WM-Qualifikation sich als letzte Mannschaft für die WM zu qualifizieren. Ecuador ist damit die vierte Mannschaft aus Südamerika, die an der WM der Frauen teilnimmt.
Bei der Auslosung der Gruppen war Ecuador nicht gesetzt und wurde der Gruppe mit Titelverteidiger Japan „zugelost“. Weitere Gegner waren die ebenfalls zum ersten Mal qualifizierten Mannschaften aus Kamerun und der Schweiz. Zuvor hatte keine Mannschaft dieser Gruppe gegen eine der anderen Mannschaften gespielt. Ecuador verlor alle drei Spiele und schied als Gruppenletzter aus.

### WM 2019 in Frankreich
Für die dritte WM in Europa konnten sich wieder zwei südamerikanische Mannschaft direkt und eine in panamerikanischen Playoffs gegen einen CONCACAF-Vertreter qualifizieren. Ecuador scheiterte aber bereits in der Vorrunde der Fußball-Südamerikameisterschaft der Frauen 2018, die wieder als Qualifikation für die WM diente. Die Mannschaft verlor alle Spiele gegen Brasilien, Argentinien, Venezuela und Bolivien – gegen Bolivien und Venezuela sogar erstmals – und schied als Gruppenletzter aus.

### WM 2023 in Australien und Neuseeland
Für die erste WM der Frauen in der südlichen Hemisphäre konnten sich drei südamerikanische Mannschaften direkt bei der Copa América der Frauen 2022 qualifizieren sowie zwei für das interkontinentale Play-off-Turnier. Ecuador traf in der Gruppenphase auf Kolumbien, Paraguay, und Chile und Bolivien. Ecuador konnte nur das erste Spiel gegen Bolivien mit 6:1 gewinnen, verlor dann aber gegen die drei anderen Gruppengegner jeweils mit 1:2, so dass die Mannschaft als Gruppenvierter ausschied und sowohl die WM als auch das Play-off-Turnier verpasste.

## Spiele
| Alle WM-Spiele |            |          |            |                 |   |          | |
| Nr.            | Datum      | Ergebnis | Gegner     | Austragungsort  |   | Anlass   | Bemerkungen |
| 1              | 08.06.2015 | 0:6      | Kamerun    | Vancouver (CAN) | * | Vorrunde | Erstes Spiel gegen Kamerun, höchste Niederlage einer CONMEBOL-Mannschaft gegen eine afrikanische Mannschaft, höchste Niederlage eines WM-Neulings gegen einen anderen WM-Neuling |
| 2              | 12.06.2015 | 1:10     | Schweiz    | Vancouver (CAN) | * | Vorrunde | Erstes Spiel gegen eine europäische Mannschaft |
| 3              | 16.06.2015 | 0:1      | Japan (TV) | Winnipeg (CAN)  | * | Vorrunde | Erstes Spiel gegen Japan |

## Rekorde
- Jüngste Trainerin: Vanessa Arauz mit 26 Jahren

## Negativrekorde
- Ecuador gehört zu den 11 Mannschaften, die noch kein WM-Spiel gewonnen haben und zu den sechs Mannschaften, denen noch kein Punktgewinn gelang.
- Höchste Niederlage im ersten WM-Spiel gegen einen anderen Neuling: 0:6 gegen Kamerun.
- Höchste Niederlage gegen einen anderen Neuling: 1:10 gegen die Schweiz
- Ecuador erzielte bis 2023 die wenigsten Tore aller Teilnehmer (1), dann beendeten Haiti und Vietnam die WM ohne Tor.
- Meiste Gegentore pro Spiel: 5,67
- Angie Ponce ist die einzige Spielerin, der zwei Eigentore in einem Spiel unterliefen. Ein drittes Eigentor im Spiel gegen Japan wurde aber als Tor durch die Gegnerin gewertet